# Lorna Shore
I Lorna Shore sono un gruppo musicale deathcore statunitense formato a Warren County nel 2010.
Dopo aver esordito come gruppo metalcore, i Lorna Shore si sono presto spostati su un deathcore influenzato da altri generi come technical death metal, blackened thrash e soprattutto black metal e symphonic metal, venendo pertanto definiti dalla critica specializzata come un gruppo blackened deathcore o symphonic deathcore, sottogeneri dei quali sono considerati pionieri.

## Storia del gruppo

### Primi anni (2010-2013)
Il gruppo nasce da un'idea del chitarrista Adam De Micco, del bassista Gary Herrera e del cantante Tom Barber, che reclutarono vari musicisti per realizzare materiale inedito. Inclusero pertanto in formazione il chitarrista Jeff Moskovciak e il batterista Scott Cooper, con i quali diedero alle stampe l'EP di debutto Triumph, uscito il 7 ottobre dello stesso anno.
Nel 2011 sia Moskovciak che Cooper abbandonarono la formazione: se per il primo non fu scelto alcun sostituto, per il posto di batterista venne incluso Austin Archey, portando i Lorna Shore a un quartetto. Il 16 febbraio 2012 uscì il secondo EP Bone Kingdom, caratterizzato sempre da sonorità deathcore ma con un'integrazione di influenze progressive metal; la seconda traccia dell'EP, Life of Fear, è stata utilizzata in un video virale intitolato Heavy Metal Cats, che attualmente conta oltre 6 milioni di visualizzazioni su YouTube.
Il 20 dicembre 2013 venne pubblicato il terzo EP Maleficium, ultima pubblicazione indipendente dei Lorna Shore. 

### PsalmseFlesh Coffin(2015-2017)
Durante il 2015 il gruppo reclutò Connor Deffley come secondo chitarrista e nello stesso anno firmò un contratto discografico con la Density Records, che pubblicò il primo album del gruppo il 9 giugno 2015. Intitolato Psalms, nel disco è possibile notare come il loro genere sia definibile come un deathcore vicino al technical death metal. L'album è stato prodotto da Will Putney, chitarrista dei Fit for an Autopsy.
Il 21 settembre 2016 i Lorna Shore passarono alla Outerloop Records, con la quale realizzarono il secondo album Flesh Coffin, uscito il 17 febbraio 2017. L'album è stato prodotto da Carson Slovak e Grant McFarland, noti per aver lavorato con band come August Burns Red e Rivers of Nihil, e risulta l'ultimo inciso con Herrera, che abbandonò la formazione a causa della sua mancanza di passione per la musica come guarigione principale.

### Cambi di formazione,Immortal(2018-2020)
Nell'aprile 2018 Barber abbandonò il gruppo per unirsi ai Chelsea Grin in sostituzione ad Alex Koehler. Al suo posto venne annunciato come sostituto CJ McCreery, proveniente dal gruppo deathcore Signs of the Swarm. Poco tempo dopo i Lorna Shore pubblicarono i singoli This Is Hell e Darkest Spawn, e in seguito presero parte al Summer Slaughter Tour, supportando gruppi come Cattle Decapitation, Carnifex e The Faceless.
Nel mese di ottobre il gruppo firmò con la Century Media Records per la registrazione di un terzo album, intitolato Immortal.
Il 23 dicembre 2019 i Lorna Shore licenziarono improvvisamente McCreery a seguito di una serie di accuse riguardo abusi sessuali da lui commessi. Tali accuse iniziarono quando un'ex amante del cantante diffuse dei messaggi riguardanti i suoi comportamenti. Una settimana e mezzo dopo la formazione annunciò la cancellazione di un imminente tour in Asia e che l'uscita di Immortal (sviluppato con McCreery alla voce) sarebbe stata rimandata. Solo agli inizi del 2020 il gruppo rivelò l'intenzione di pubblicare Immortal (uscito il 31 gennaio), mantenendo la voce di McCreery ma con l'intenzione di proseguire la propria attività musicale con un nuovo cantante.

### Ingresso di Ramos,...And I Return to NothingnessePain Remains(2020-presente)

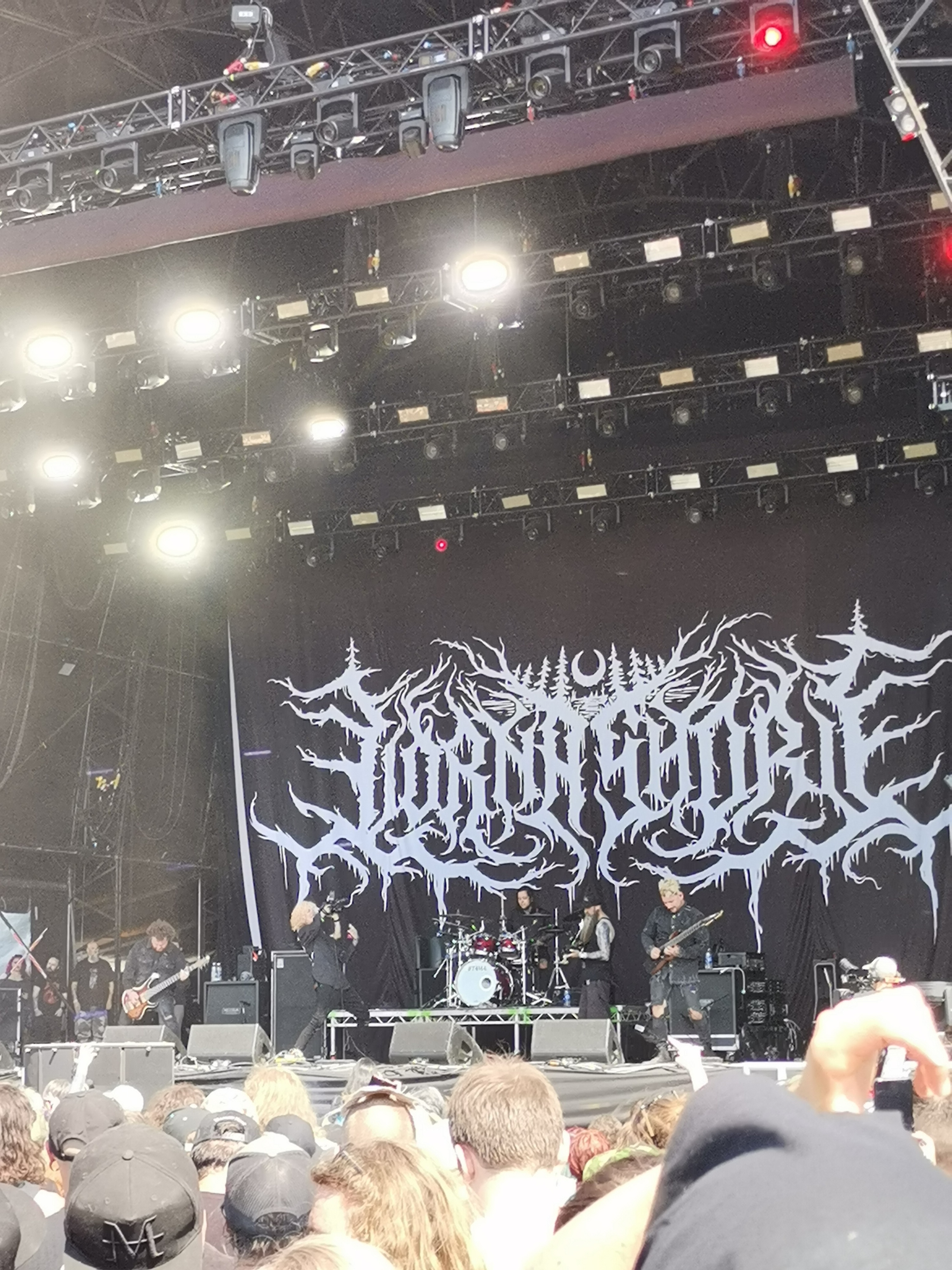
Il gruppo al Bloodstock Open Air 2022

Durante la tournée europea in supporto a Immortal il gruppo si esibì insieme al cantante Will Ramos (proveniente dai Monument of a Memory e dagli A Wake in Providence). Tutte le ulteriori attività vennero poi interrotte a causa della pandemia di COVID-19.
Ramos fu successivamente confermato come cantante definitivo della formazione e l'11 giugno 2021 venne presentato il video musicale del brano To the Hellfire, volto ad anticipare il loro quarto EP ...And I Return to Nothingness; il brano ha ottenuto un buon successo in rete, giungendo in vetta alla classifica metal di iTunes e venendo eletto come miglior brano dell'anno dal sito Loudwire. ...And I Return to Nothingness è stato pubblicato il 13 agosto 2021 con un ottimo riscontro da parte del pubblico e della critica specializzata.
Il 29 aprile 2022 il gruppo ha reso disponibile il singolo Sun//Eater, seguito il 13 maggio successivo dal relativo video. Esso ha rappresentato il primo tratto dal loro quarto album in studio, intitolato Pain Remains e pubblicato nello stesso anno. Contemporaneamente all'annuncio del disco è stato annunciato come nuovo bassista Michael Yager, già presente nelle registrazioni del disco.

## Formazione

### Attuale
- Adam De Micco – chitarra solista (2010-presente), chitarra ritmica (2011-2015, 2019)
- Austin Archey – batteria (2012-presente)
- Andrew O'Connor – chitarra ritmica (2019-presente)
- Will Ramos – voce (2021-presente)
- Michael Yager – basso (2022-presente), batteria (2022)[16]

### Ex componenti
- Jeff Moskovciak – chitarra ritmica (2010-2011)
- Scott Cooper – batteria (2010-2011)
- Gary Herrera – basso (2010-2017)
- Tom Barber – voce (2010-2018)
- Connor Deffley – chitarra ritmica (2015-2019)
- CJ McCreery – voce (2018-2019)

## Discografia

### Album in studio
- 2015 – Psalms
- 2017 – Flesh Coffin
- 2020 – Immortal
- 2022 – Pain Remains
- 2025 – I Feel The Everblack Festering Within Me

### EP
- 2010 – Triumph
- 2012 – Bone Kingdom
- 2013 – Maleficium
- 2021 – ...And I Return to Nothingness

### Singoli
- 2015 – The Absolution of Hatred
- 2019 – Death Portrait
- 2019 – Immortal
- 2019 – King Ov Deception
- 2022 – Sun//Eater
- 2022 – Into the Earth
- 2022 – Cursed to Die
- 2022 – Pain Remains I: Dancing Like Flames
- 2022 – Pain Remains II: After All I've Done, I'll Disappear
- 2025 – Oblivion